# Apteronemobius gusevae
Apteronemobius gusevae är en insektsart som först beskrevs av Andrej Vasiljevitj Gorochov 1986.  Apteronemobius gusevae ingår i släktet Apteronemobius och familjen syrsor. Inga underarter finns listade i Catalogue of Life.